# Festiwal Filmów Polskich w Los Angeles
Festiwal Filmów Polskich w Los Angeles (ang. The Polish Film Festival in Los Angeles) – festiwal filmowy odbywający się co roku w Los Angeles w USA.
Gala inaugurująca odbywa się w październiku w słynnym Grauman’s Egyptian Theatre przy Hollywood Boulevard w Los Angeles. Jest jednym z największych na świecie i największym w Hollywood przeglądem polskiego kina fabularnego, dokumentalnego, krótkometrażowego i animowanego. Jury nagradza najlepsze filmy (m.in. "Ida", "Miasto 44", "Pogoda na jutro"), reżyserów (m.in. Paweł Pawlikowski, Jan Komasa i Jerzy Stuhr) i zagraniczne gwiazdy współpracujące z polskimi filmowcami (m.in. Andy Garcia, Emmanuelle Seigner i Hugh Grant).
Festiwal jest organizowany od 1999 roku przez Polish American Film Society przy wsparciu między innymi Polskiego Instytutu Sztuki Filmowej, Konsulatu Generalnego RP w Los Angeles oraz Departamentu Kultury Miasta Los Angeles.

## Nagrody

### Pola Negri Award
- 2015 – Andy Garcia
- 2014 – Emmanuelle Seigner
- 2012 – Michael York
- 2011 – Jon Voight
- 2010 – Anna Paquin
- 2010 – Hugh Grant
- 2009 – Scott Wilson
- 2008 – Ed Harris

### Hollywood Eagle Award
- 2015 – „Miasto 44”, reż. Jan Komasa
- 2014 – „Ida”, reż. Paweł Pawlikowski
- 2013 – „Obława”, reż. Marcin Krzyształowicz
- 2013 – „Imagine”, reż. Andrzej Jakimowski
- 2012 – „Sala samobójców”, reż. Jan Komasa
- 2011 – „Kret”, reż. Rafael Lewandowski
- 2010 – „Wszystko, co kocham”, reż. Jacek Borcuch
- 2009 – „Boisko bezdomnych”, reż. Kasia Adamik
- 2008 – „Jutro idziemy do kina”, reż. Michał Kwieciński
- 2007 – „Jestem”, reż. Dorota Kędzierzawska
- 2006 – „Mój Nikifor”, reż. Krzysztof Krauze
- 2005 – „Żurek”, reż. Ryszard Brylski
- 2004 – „Pogoda na jutro”, reż. Jerzy Stuhr
- 2003 – „Tam i z powrotem”, reż. Wojciech Wójcik

### Hollywood Eagle Documentary Award
- 2015 – „Mów mi Marianna”, reż. Karolina Bielawska
- 2014 – „Dziennik z podróży”, reż. Piotr Stasik
- 2013 – „Mundial. Gra o wszystko”, reż. Michał Bielawski
- 2012 – „Kiedyś będziemy szczęśliwi”, reż. Paweł Wysoczański
- 2011 – „Downtown”, reż. Piotr Śliwowski i Marta Dzido
- 2010 – „Yodok Stories”, reż. Andrzej Fidyk
- 2009 – „Trzech kumpli”, reż. Ewa Stankiewicz i Anna Ferens
- 2008 – „Apteka pod Orłem”, reż. Krzysztof Miklaszewski
- 2007 – „Siostry Lilpop i ich miłości”, reż. Bożena Garus-Hockuba

### Hollywood Eagle Animation Award
- 2015 – „To pewna wiadomość!”, reż. Joanna Jasińska-Koronkiewicz
- 2014 – „TOTO”, reż. Zbigniew Czapla
- 2013 – „Co się dzieje, gdy dzieci nie chcą jeść zupy?”, reż. Paweł Prewencki
- 2012 – „Mały listonosz”, reż. Dorota Kobiela
- 2011 – „Path of hate”, reż. Damian Nenow
- 2009 – „Chick”, reż. Michał Socha
- 2008 – „The Ark”, reż. Grzegorz Jonkajtys

### Kodak Award
- 2010 – „Spowiedź”
- 2009 – „Kolejny Dzień”
- 2008 – „Warszawianka”
- 2007 – „Sezon na kaczki”
- 2006 – „Papierośnica”

### Piotr Lazarkiewicz Award
- 2015 – Adam Bobik („Mały palec”, „Charon”)
- 2015 – Anna Próchniak („Miasto 44”)
- 2014 – Antoni Pawlicki („Papusza”, „Big Love”)
- 2014 – Dawid Ogrodnik („Jesteś Bogiem”, „Chce się żyć”)
- 2013 – Julia Kolberger („I won’t be here tomorrow”, „The Easter Crumble”)
- 2013 – Bartosz Gelner („Sala samobójców”, „Floating Skyscapers”)
- 2012 – Paul Wesley-Wasilewski („Shot in the heart”, „The Vampire Diaries”)
- 2011 – Marcin Walewski („Venice”)
- 2010 – Maciej Michalski („The Snow Queen”)

### Best Short Film
- 2015 – „Las cieni”, reż. Andrzej Cichocki
- 2015 – „Przerwanie”, reż. Adam Suzin
- 2014 – „Mocna kawa wcale nie jest taka zła”, reż. Alek Pietrzak
- 2013 – „Mazurek”, reż. Julia Kolberger
- 2013 – „128. szczur”, reż. Jakub Paczek
- 2012 – „Święto zmarłych”, reż. Aleksandra Terpińska
- 2010 – „Królowa śniegu”, reż. Maciej Michalski
- 2009 – „Rubinowe gody”, reż. Andrzej Mankowski
- 2008 – „The Ingrate”, reż. Krystoff Przykucki
- 2007 – „When they could fly”, reż. Piotr Kajstura

### Adam Bratcher Music Debut Award
- 2015 – Aleksander Gruz („Warsaw by night”)